# Ricardo van der Ende
Ricardo van der Ende (ur. 13 lipca 1979 roku w Poeldijk) – holenderski kierowca wyścigowy.

## Kariera
Van der Ende rozpoczął karierę w międzynarodowych wyścigach samochodowych w 1997 roku od startów w Formule Ford 1800 Benelux, gdzie stanął na najniższym stopniu podium klasyfikacji generalnej. W późniejszych latach Holender pojawiał się także w stawce Festiwalu Formuły Ford, edycji zimowej Brytyjskiej Formuły Ford, Holenderskiej Formuły Ford 1800, Europejskiego Pucharu Formuły Ford, Brytyjskiej Formuły Ford, Formuły Chrysler Euroseries, Brytyjskiej Formuły Renault, Dutch Winter Endurance Series, Holenderskiej Formuły Renault, BenQ-Siemens BMW 130i Cup, Północnoeuropejskiego Pucharu Formuły Renault 2.0, Formuły BRL, BRL-V6, Toerwagen Diesel Cup, Tango Dutch GT4, Toyo Tires 24H Series, HTC Dutch GT4, Argos Supreme Toerwagen Diesel Cup, ADAC GT Masters, GT4 European Cup, VLN Endurance, 24h Nürburgring, HDI-Gerling Dutch GT Championship, British GT Championship, Avon Tyres GT4 Trophy oraz GT4 European Series.